# Hans Kummerer

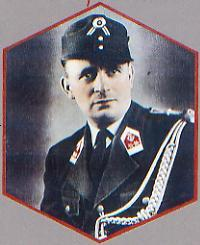
Hans Kummerer

Hans Kummerer (Hipples, nu deelgemeente van Großrußbach, 26 september 1914 – 1993) was een Oostenrijks componist en dirigent.

## Levensloop
Kummerer werd al vroeg militaire muzikant en kreeg zijn opleiding aldaar onder leiding van de kapelmeesters Karl Pauspertl, Vilém Vacek en Gustav Gaigg bij de militaire muziekkapel van het Infanterie Regiment nr. 4 "Hoch- und Deutschmeister" en Friedrich Hodick. Later leefde hij als componist en dirigent in Wilfersdorf. 

## Composities

### Werken voor harmonieorkest
- 1969 Festlicher Ruf
- 1974 Wieselburger Polka
- 1980 Festmesse
- 1984 Herbstzeitlose, wals
- 1984 Kleiner Daniel, concertpolka
- 1987 Hannerl Polka
- Die lustigen Weinviertler
- Edelschrotter-Buam
- Einigkeit macht stark
- Ernstbrunner Polka
- Es lebe Österreich
- Floriani-Polka
- Gendamerie-Marsch
- Gruß an Waldbach
- Karolinchen Mazur
- Mein Marchland
- Militär-Marsch
- Musikkameraden
- Sehnsuchtstraum, wals
- Swingfox
- Wiener-Edelknaben